# ابالاگر
ابالاگر (به لاتین: Abbalagere) در هند است که در کارناتاکا واقع شده‌است.